# Люмпанурское сельское поселение
Люмпанурское сельское поселение — муниципальное образование в составе Санчурского района Кировской области России.
Центр — село Люмпанур.

## История
Люмпанурское сельское поселение образовано 1 января 2006 года согласно Закону Кировской области от 07.12.2004 № 284-ЗО.

## Население
| 2010 | 2012 | 2013 | 2014 | 2015 | 2016 | 2017 |
| ---- | ---- | ---- | ---- | ---- | ---- | ---- |
| 450  | ↘405 | ↘351 | ↘332 | ↘297 | ↘272 | ↘250 |
| 2018 | 2019 |      |      |      |      |      |
| ↘245 | ↘226 |      |      |      |      |      |

## Состав
В состав поселения входят 18 населённых пунктов (население, 2010):
| - село Люмпанур — 218 чел.; - деревня Агафоново — 0 чел.; - село Вотчина — 196 чел.; - деревня Галкино — 0 чел.; - деревня Горновские — 0 чел.; - деревня Кондратьево — 0 чел.; - деревня Курдюм — 0 чел.; - деревня Лопанур — 0 чел.; - деревня Макары — 1 чел.; | - деревня Николаевские — 0 чел.; - деревня Новониколаевские — 0 чел.; - деревня Одегово — 0 чел.; - деревня Слободские — 11 чел.; - деревня Соболево — 9 чел.; - деревня Успенские — 3 чел.; - деревня Царегородцево — 0 чел.; - деревня Шабры — 3 чел.; - деревня Шишковские — 0 чел. |